# Agios Atanásios
Agios Atanásios (em grego: Άγιος Αθανάσιος; romaniz.: Agios Athanásios; lit. "Santo Atanásio") é uma cidade localizada no distrito de Limassol, localizada a 3km da capital Limassol.